# Contact (roman)
Pour les articles homonymes, voir Contact.
Contact (titre original : Contact) est le titre d'un roman de l'écrivain et astronome américain Carl Sagan paru en 1985. Il a été adapté au cinéma par Robert Zemeckis en 1997 sous le même titre.
Ce roman a reçu le prix Locus du meilleur premier roman 1986.

## Résumé
Jeune astronome convaincue de l’existence d’une vie extraterrestre intelligente, Ellie Arroway doit faire face au scepticisme de la communauté scientifique à l’égard du projet « Argus », un programme d’écoute spatiale installé au Nouveau-Mexique qu’elle et son équipe tentent par tous les moyens de sauver.
Un jour, leurs ordinateurs captent un message rationnel émis non pas depuis la Terre mais depuis Véga, une étoile située à environ 25 années-lumière.
Ellie se lance alors à cœur perdu dans son décryptage, pour découvrir qu’il s’agit des plans d’un véhicule censé permettre à des humains de voyager dans l’espace afin de rencontrer les auteurs du message.

## Éditions
- Contact, Simon & Schuster, 1er septembre 1985, 432 p.  (ISBN 0-671-43400-4)
- Contact, Pocket, coll. « Cinéma » no 10126, 28 août 1997, trad. William Olivier Desmond, 570 p.  (ISBN 2-266-07999-9)

## Adaptations
- Le roman a donné lieu à une adaptation au cinéma par Robert Zemeckis en 1997 sous le même titre, Contact.